# Diploma d'Estudis Avançats
El Diploma de Estudis Avançats (o DEA) és una titulació acreditativa dels estudis de postgrau realitzats que s'atorgava a l'estat espanyol i que garanteix i acredita la Suficiència Investigadora alhora que reconeix el treball desenvolupat per un doctorant en un determinat camp d'especialització (l'Àrea de Coneixement que s'especifica en el títol). Aquest títol estava reglamentat pel Reial Decret 778/1998 de 30 d'abril pel que es va regular el tercer cicle dels estudis universitaris, l'obtenció i expedició del títol de Doctor i altres estudis de postgrau.
Per accedir al Diploma de Estudis Avançats calia posseir una Llicenciatura o Enginyeria el nivell establert pel Marc Espanyol de Qualificacions per a l'Educació Superior (MECES) de les quals correspon actualment al nivell de Màster, essent per tant un Diploma de major nivell que el títol de Màster que és el que permet accedir al nou Doctorat de l'Espai Europeu d'Educació Superior (EEES).
D'acord amb la Classificació Internacional Normalitzada de l'Educació (ISCED 2011), aquest Diploma, com a programa terciari que certifica la maduresa científica, quedaria enquadrat en el Nivell 8:
| 8 | 6 | Doctorat o equivalent | Programes terciaris que condueixen a l'obtenció d'una qualificació d'investigació avançada que certifica la maduresa científica de l'interessat |

El DEA s'obtenia mitjançant la presentació i defensa davant d'un tribunal de tres doctors d'una memòria docent i investigadora, resum dels dos períodes (docència i investigació) de la primera fase del tercer cicle que constituïen els estudis de doctorat previs a l'elaboració i defensa de la tesi doctoral:
- En el període de docència calia completar un mínim de 20 crèdits dins un programa de Doctorat. Això donava dret a l'obtenció per part del doctorant d'un Certificat global i quantitativament valorat, que acredita la superació del cursos de docència del tercer cicle d'estudis universitaris. Aquest certificat és homologable a totes les universitats de l'estat.

- En el període d'investigació calia completar un mínim de 12 crèdits que consistien en el desenvolupament d'un o diversos treballs d'investigació tutelats dins un dels Departaments vinculats al programa al que es trobés adscrit el doctorant.

Un cop superats ambdós períodes, de duració mínima d'un any acadèmic per a cadascun, es feia una valoració dels coneixements adquirits i de la capacitat investigadora del doctorant en els diferents cursos, seminaris i en el període de recerca tutelat que havia realitzat; això es feia en una exposició pública que s'efectuava davant d'un tribunal, únic per a cada programa, proposat pels Departaments responsables del programa i aprovat per la Comissió de Doctorat. El tribunal estava format per tres Doctors, un dels quals havia de ser aliè al Departament responsable del programa de Doctorat, podent ésser d'una altra Universitat o del Consell Superior d'Investigacions Científiques. Un dels membres d'aquest tribunal, que havia de ser Catedràtic d'Universitat, actuava de President. L'obtenció del DEA era obligatòria per a l'obtenció de l'antic grau de Doctor.
Amb la implantació de la nova estructura dels estudis universitaris de l'Espai Europeu d'Educació Superior (EEES) conegut com a Procés de Bolonya, aquest Diploma ja no s'atorga a l'estat espanyol. Actualment és necessari el títol de Màster o equivalent (Nivell 3 del MECES) per poder accedir al nou Doctorat de l'Espai Europeu d'Educació Superior (EEES). No obstant això, els qui posseeixen l'antic DEA tenen accés a la redacció de la tesi doctoral dels actuals estudis de Doctorat, ja que el DEA és homologable a totes les universitats de l'estat.
Aquest Diploma no ha estat encara inclòs dins el Marc Espanyol de Qualificacions per a l'Educació Superior (MECES) de l'Espai Europeu d'Educació Superior (EEES).